# Kupferwolframat
Kupferwolframat ist eine anorganische chemische Verbindung des Kupfers aus der Gruppe der Wolframate.

## Vorkommen
Kupferwolframat kommt natürlich in basischer Form als Mineral Cuproscheelit vor.

## Gewinnung und Darstellung
Kupferwolframat kann durch Reaktion von Kupfernitrat mit Natriumwolframat in wässriger Lösung gewonnen werden.
{\displaystyle \mathrm {Cu(NO_{3})_{2}+Na_{2}WO_{4}\ \longrightarrow {}\ CuWO_{4}\downarrow +2\ NaNO_{3}} }
Es kann auch durch Reaktion von Kupfer(II)-oxid mit Wolfram(VI)-oxid bei 600 bis 800 °C dargestellt werden.
{\displaystyle \mathrm {CuO+WO_{3}\ {\xrightarrow {800\,^{\circ }C}}\ CuWO_{4}} }

## Eigenschaften
Kupferwolframat ist ein geruchloser gelbbrauner Feststoff, der praktisch unlöslich in Wasser ist. Das Dihydrat ist grünlich und ändert seine Farbe auf braun bis grau-gelb bei Erhitzung über 340 °C unter Kristallwasserabgabe. Das Anhydrat besitzt eine trikline Kristallstruktur, die einer verzerrten Wolframitstruktur ähnelt mit der Raumgruppe P1 (Raumgruppen-Nr. 2) und a = 0,47026 nm, b = 0,58389 nm, c = 0,48784 nm, α = 91,788°, β = 92,469°, γ = 82,805°, Z = 2. Das Anhydrat besitzt zwei Hochdruckmodifikationen, die ab etwa 9 und 18 GPa auftreten. Das monokline Dihydrat (Wolframitstruktur) behält seine Kristallstruktur bis mindestens 40 GPa.

## Verwendung
Kupferwolframat-Nanopulver wird für Superkondensatoren und als Anodenmaterial in Lithiumionenakkumulatoren (Lithiumchlorat und Lithiumphosphoroxynitrid) eingesetzt. Dünne Schichten aus Kupferwolframat werden für Stickstoffmonoxid-Messungen verwendet. Es wird auch in Atomreaktoren und als Katalysator in der Polyesterherstellung eingesetzt. Es wird auch als Photokatalysator (es ist ein n-Halbleiter mit einer Bandlücke von 2,25 eV) verwendet.